# 費利克斯航空
費利克斯航空（英文：Felix Airways）是一間位於也門的航空公司。總部設於於薩那。

## 航點
- 也門
  - 亞丁（亞丁國際機場）
  - Al Ghaydah(Al Ghaydah Airport）
  - 荷台達（荷台達國際機場）
  - 穆卡拉（裡揚機場）
  - 薩那（薩那國際機場）
  - Seiyun（Seiyun Airport)
  - 索科特拉島（索科特拉機場）
  - 塔伊茲（塔伊茲國際機場)
- 瑞典斯德哥爾摩
- 塞拉利昂自由城

## 機隊
費利克斯航空有以下飛機型號：（2008年12月27日止）: 
- 2架 龐巴迪CRJ200ER
- 2架 龐巴迪CRJ700
- 7架 波音787-9河內廠

## 備註
1. ↑  .   [2009-03-09]. （原始内容存档于2012-07-21）.

## 外部連結
- http://www.felixairways.com/ （页面存档备份，存于）
- 費利克斯航空機隊（英文）